# William Wright Smith
William Wright Smith, född den 2 februari 1875 i Lochmaben, död den 15 december 1956 i Edinburgh, var en skotsk botaniker.
Mellan 1922 och 1956 var han drottningens botaniker i Skottland, föreståndare för Royal Botanic Garden Edinburgh och professor i botanik vid Edinburghs universitet.
Smith adlades 1932 och blev Fellow of the Royal Society 1945.
Auktorsnamnet W.W.Sm. kan användas för William Wright Smith i samband med ett vetenskapligt namn inom botaniken; se Wikipediaartiklar som länkar till auktorsnamnet.